# ولید علی (مجری)
ولید علی (انگلیسی: Waleed Aly؛ زادهٔ ۱۵ اوت ۱۹۷۸) پدیدآور، روزنامه‌نگار، ستون‌نویس، مجری تلویزیون و رادیو، وکیل، گیتارنواز، ترانه‌سرای مصری‌تبار سنی اهل استرالیا است. وی از سال ۱۹۹۶ میلادی تاکنون مشغول فعالیت بوده‌است.
او در سال ۲۰۱۶ میلادی برندهٔ جایزه لوگی زرین شد.